# تروپیکو (فیلم)
تروپیکو (انگلیسی: Tropico) یک فیلم کوتاه با ایفای نقش توسط لانا دل ری است. این فیلم به نویسندگی دل ری و کارگردانی آنتونی مندلر ساخته شد و در ۴ دسامبر ۲۰۱۳ در گنبد سینم‌راما در هالیوود، کالیفرنیا برای اولین بار به نمایش درآمد، روز بعد در حساب رسمی ویوو دل ری بارگذاری شد.

## ای‌پی تروپیکو
تروپیکو (انگلیسی: Tropico) یک ای‌پی ضبط شده توسط لانا دل ری است. این ای‌پی در ۶ دسامبر ۲۰۱۳ توسط پالیدور رکوردز و اینترسکوپ رکوردز منتشر شد.